# Karol z Kalabrii
Karol z Kalabrii zwany Karolem Sławnym (wł. Carlo Illustre) (ur. 1298 w Neapolu, zm. 9 listopada 1328 w Neapolu) – książę Kalabrii od 1309, syn Roberta Mądrego i Jolanty Aragońskiej, ojciec królowej Neapolu Joanny I.

## Pochodzenie
Urodził się w 1298 w Neapolu jako starszy syn Roberta Mądrego, księcia Kalabrii i Jolanty, królewny aragońskiej. Miał młodszego brata Ludwika, który zmarł w dzieciństwie. Ze strony ojca jego dziadkami byli Karol Kulawy i Maria Węgierska. 
Ojciec Karola został ogłoszony księciem Kalabrii, czyli dziedzicem królestwa Neapolu, w 1296. W ten sposób pominięto prawa Karola Roberta, którego ojcem był zmarły w 1295 Karol Martel, pierworodny syn Karola Kulawego. Jego matka zmarła w 1302. Dwa lata później jego ojciec poślubił królewnę majorską Sanchę. Karol miał przyrodnie rodzeństwo z pozamałżeńskich związków swego ojca m.in. Marię d'Aquino i Karola Artusa.

## Następca tronu
Jego ojciec został królem Neapolu w 1309. Karol otrzymał tytuł księcia Kalabrii i został dziedzicem tronu Neapolu. 
Karol miał w zwyczaju codzienne organizowanie spotkań z poddanymi, którzy mogli przychodzić do niego na skargę. Dopuszczał do siebie również ubogich. Nie był obojętny na cierpienie zwierząt. Uchodził za rozsądnego, sprawiedliwego i dobrego człowieka.

## Śmierć i dziedzictwo
Przebywając we Florencji zachorował na malaryczną febrę. Powrócił do Neapolu, gdzie ojciec starał się zapewnić mu jak najlepszą opiekę medyczną. Karol zmarł 9 listopada 1328. Król Robert bardzo przeżył śmierć swego dziedzica.
Wdowa po Karolu była w tym czasie w ciąży. Król rozkazał odprawiać msze w całym kraju w intencji narodzenia się wnuka, lecz Maria Walezjuszka urodziła córkę Marię. 
Śmierć Karola spowodowała, że jego kuzyn, król Węgier Karol Robert, upominał się o koronę Neapolu. Król Robert aby uniknąć wojny o sukcesję zaręczył starszą córkę Karola, Joannę, z synem Karola Roberta, królewiczem Andrzejem. Po śmierci Roberta w 1343 Joanna objęła tron Neapolu jako samodzielna władczyni. Maria, jako dziedziczka swojej siostry, była pożądaną kandydatką na żonę.

## Małżeństwa i potomstwo
W 1316 poślubił Katarzynę Habsburżankę, księżniczkę austriacką. Owdowiał w 1323. W 1324 poślubił Marię Walezjuszkę, przyrodnią siostrę cesarzowej Konstantynopola Katarzyny II i późniejszego króla Francji Filipa VI.
Z drugiego małżeństwa miał kilkoro dzieci, ale dzieciństwo przeżyły tylko dwie córki:
- Joanna I (ur. grudzień 1325 (?)[13], zm. 27 lipca 1382 w Muro Lucano[14]), późniejsza królowa Neapolu,
- Maria (ur. maj 1329[15], zm. 1366), urodzona już po śmierci ojca, żona kolejno: Karola, księcia Durazzo[11], Roberta del Balzo, hrabiego Baux i Avellino[16] oraz Filipa II, cesarza Konstantynopola i księcia Tarentu[17]; jej córka Małgorzata była żoną króla Neapolu i Węgier Karola III z Durazzo[18].